# Allerbeeke
Die Allerbeeke gehört zum Flusssystem der Weser. Mit einer Länge von ca. 12 km fließt sie ausschließlich im Landkreis Diepholz (Niedersachsen).
Sie entspringt nordöstlich des Stadtkerns von Sulingen, fließt dann in südlicher Richtung als Grenzfluss zwischen Sulingen und Maasen (Samtgemeinde Siedenburg) und mündet östlich von Barenburg in die Große Aue.